# Dennis Stewart
Dennis Stewart, född den 12 maj 1960 i West Bromwich, Storbritannien, är en brittisk judoutövare.
Han tog OS-brons i herrarnas halv tungvikt i samband med de olympiska judotävlingarna 1988 i Seoul.